# Équipe de Slovaquie de Fed Cup
Pour un article plus général, voir Fed Cup.
L'équipe de Slovaquie de Fed Cup est l’équipe qui représente la Slovaquie lors de la compétition de tennis féminin par équipe nationale appelée Fed Cup (ou « Coupe de la Fédération » entre 1963 et 1994).
Elle est constituée d'une sélection des meilleures joueuses de tennis slovaques du moment sous l’égide de la Fédération slovaque de tennis.

## Résultats par année

### 1994 - 1999
- 1994 (5 tours, 32 équipes) : pour sa première participation, après une victoire au 1er tour contre la Finlande, la Slovaquie s'incline au 2e tour contre l’Allemagne.

La compétition change de format à compter de 1995 : la Coupe de la Fédération devient Fed Cup.
- 1995 (3 tours, 8 équipes + groupe mondial II, play-offs I et II) : après une défaite en groupe mondial II contre l’Australie, la Slovaquie l’emporte en play-offs II contre le Paraguay.
- 1996 (3 tours, 8 équipes + groupe mondial II, play-offs I et II) : après une victoire en groupe mondial II contre la Bulgarie, la Slovaquie s'incline en play-offs I contre les Pays-Bas.
- 1997 (3 tours, 8 équipes + groupe mondial II, play-offs I et II) : après une défaite en groupe mondial II contre la Suisse, la Slovaquie l’emporte en play-offs II contre le Canada.
- 1998 (3 tours, 8 équipes + groupe mondial II, play-offs I et II) : après une victoire en groupe mondial II contre l’Argentine, la Slovaquie l’emporte en play-offs I contre la Belgique.
- 1999 (3 tours, 8 équipes + groupe mondial II, round robin play-offs) : après une victoire en 1/4 de finale du groupe mondial contre la Suisse, la Slovaquie s'incline en 1/2 finale contre la Russie.

### 2000 - 2009
- 2000 (round robin + 2 tours, 13 équipes) : la Slovaquie échoue dans sa qualification en round robin du groupe mondial.
- 2001 (2 tours + round robin + finale, 16 équipes + play-offs) : après une victoire au 1er tour du groupe mondial contre la Hongrie, la Slovaquie s'incline en 1/4 de finale contre la Russie.
- 2002 (4 tours, 16 équipes + play-offs) : après une victoire au 1er tour du groupe mondial contre la Suisse, la France en 1/4 de finale et l’Italie en 1/2 finale, la Slovaquie l’emporte en finale contre l’Espagne.

| Espagne - Slovaquie - 1 : 3 Palacio de Congresos de Maspalomas, Grande Canarie, Espagne 02 - 03 novembre, Dur (int.) |                            |                                     |                |
| 1 | Conchita Martínez          | Janette Husárová                    | 6-4, 7-66      |
| 1 | Magüi Serna                | Daniela Hantuchová                  | 2-6, 1-6       |
| 1 | Conchita Martínez          | Daniela Hantuchová                  | 7-68, 5-7, 4-6 |
| 1 | Arantxa Sánchez            | Janette Husárová                    | 0-6, 2-6       |
| 1 | Virginia Ruano Magüi Serna | Daniela Hantuchová Janette Husárová | Non joué       |

- 2003 (4 tours, 16 équipes + play-offs) : après une victoire au 1er tour du groupe mondial contre l’Allemagne, la Slovaquie s'incline en 1/4 de finale contre la Belgique.
- 2004 (4 tours, 16 équipes + play-offs) : après une défaite au 1er tour du groupe mondial contre l’Autriche, la Slovaquie l’emporte en play-offs I contre la Biélorussie.
- 2005 (3 tours, 8 équipes + groupe mondial II, play-offs I et II) : après une défaite en groupe mondial II contre la Suisse, la Slovaquie s'incline en play-offs II contre la Thaïlande.
- 2006 (3 tours, 8 équipes + groupe mondial II, play-offs I et II) : la Slovaquie l’emporte en play-offs II contre la Thaïlande.
- 2007 (3 tours, 8 équipes + groupe mondial II, play-offs I et II) : après une défaite en groupe mondial II contre la République tchèque, la Slovaquie l’emporte en play-offs II contre la Serbie.
- 2008 (3 tours, 8 équipes + groupe mondial II, play-offs I et II) : après une défaite en groupe mondial II contre la République tchèque, la Slovaquie l’emporte en play-offs II contre l’Ouzbékistan.
- 2009 (3 tours, 8 équipes + groupe mondial II, play-offs I et II) : après une victoire en groupe mondial II contre la Belgique, la Slovaquie s'incline en play-offs I contre la France.

### 2010 - 2015
- 2010 (3 tours, 8 équipes + groupe mondial II, play-offs I et II) : après une victoire en groupe mondial II contre la Chine, la Slovaquie l’emporte en play-offs I contre la Serbie.
- 2011 (3 tours, 8 équipes + groupe mondial II, play-offs I et II) : après une défaite en 1/4 de finale du groupe mondial contre la République tchèque, la Slovaquie s'incline en play-offs I contre la Serbie.
- 2012 (3 tours, 8 équipes + groupe mondial II, play-offs I et II) : après une victoire en groupe mondial II contre la France, la Slovaquie l’emporte en play-offs I contre l’Espagne.
- 2013 (3 tours, 8 équipes + groupe mondial II, play-offs I et II) : après une victoire au 1er tour du groupe mondial contre la Serbie, la Slovaquie s'incline en 1/2 finale contre la Russie.
- 2014 (3 tours, 8 équipes + groupe mondial II, play-offs I et II) : après une défaite au 1er tour du groupe mondial contre l’Allemagne, la Slovaquie s'incline en play-offs I contre le Canada.
- 2015 (3 tours, 8 équipes + groupe mondial II, play-offs I et II) : la Slovaquie s'incline en groupe mondial II contre les Pays-Bas mais se maintient en battant la Suède lors des play-offs II.

## Bilan de l'équipe
Résultats des confrontations entre la Slovaquie et ses adversaires les plus fréquents (3 rencontres minimum dans les groupes mondiaux).
| # | Adversaires        | Rencontres | Victoires | Défaites | % victoires |
| - | ------------------ | ---------- | --------- | -------- | ----------- |
| 1 | Suisse             | 5          | 2         | 3        | 40 %        |
| 2 | Serbie             | 4          | 3         | 1        | 75 %        |
| 3 | République tchèque | 4          | 0         | 4        | 0 %         |
| 4 | France             | 3          | 2         | 1        | 67 %        |
| 5 | Belgique           | 3          | 2         | 1        | 67 %        |
| 6 | Allemagne          | 3          | 1         | 2        | 33 %        |
| 7 | Russie             | 3          | 0         | 3        | 0 %         |

## Bilan des joueuses les plus sélectionnées
Ce bilan est calculé sur la base des rencontres officielles des groupes mondiaux et barrages I et II. Les rencontres des tableaux dits de « consolation » et celles par « zones géographiques » ne sont pas prises en compte. Les joueuses comptant moins de 5 sélections ne sont pas reprises dans le tableau.
| #  | Joueuses             | De   | à    | Sélections | Matchs | Victoires | Défaites | % victoires |
| -- | -------------------- | ---- | ---- | ---------- | ------ | --------- | -------- | ----------- |
| 1  | Daniela Hantuchová   | 1999 | 2015 | 26         | 55     | 35        | 20       | 64 %        |
| 2  | Dominika Cibulková   | 2005 | 2014 | 16         | 33     | 16        | 17       | 48 %        |
| 3  | Henrieta Nagyová     | 1995 | 2004 | 14         | 24     | 18        | 6        | 75 %        |
| 4  | Jana Čepelová        | 2011 | 2015 | 6          | 9      | 5         | 4        | 56 %        |
| 5  | Janette Husárová     | 1994 | 2014 | 16         | 25     | 15        | 10       | 60 %        |
| 6  | Karina Habšudová     | 1994 | 2001 | 17         | 37     | 23        | 14       | 62 %        |
| 7  | Katarína Studeníková | 1994 | 1998 | 5          | 6      | 3         | 3        | 50 %        |
| 8  | Ľubomíra Kurhajcová  | 2003 | 2005 | 5          | 10     | 4         | 6        | 40 %        |
| 9  | Magdaléna Rybáriková | 2005 | 2015 | 14         | 21     | 9         | 12       | 43 %        |
| 10 | Radka Zrubáková      | 1994 | 1997 | 6          | 8      | 4         | 4        | 50 %        |